# مئة قصة عن الأشباح
مئة قصة عن الأشباح (باليابانية: 百物語، بالروماجية: Hyaku monogatari) هي سلسلة من المطبوعات الخشبية ‏ بأسلوب أوكييو-إه التي أنجزها كاتسوشيكا هوكوساي (1760-1849) من نوع يوري-زو ‏ حوالى عام 1830. أنشئ هذه السلسلة في الوقت نفسه تقريبًا الذي كان يعمل فيه على أعماله الأكثر شهرة، سلسلة "ستة وثلاثون منظرًا لجبل فوجي". تحتوي هذه السلسلة على خمسة مطبوعات فقط، على الرغم من أن عنوانها يوحي بأن الناشر، تسورويا كييمون، وهوكوساي كانا يودان إنشاء سلسلة من مائة مطبوعة. كان هوكوساي في السبعينيات عندما عمل على هذه السلسلة، وعلى الرغم من أن أبرز أعماله كانت في تصوير المناظر الطبيعية والحياة البرية، فإنه كان متفهمًا للخرافات التي كانت سائدة في فترة إيدو. انتهى به الأمر إلى إنشاء هذه المطبوعات التي تصور اليوكاي من قصص الأشباح الشعبية التي كانت تُروى في ذلك الوقت. تُظهر المطبوعات مشاهد من مثل هذه القصص التي يمكن أن تُلقى أثناء لعبة "هيياكومونوغاتاري كايدانكاي ‏".

## مطبوعات المائة قصة عن الأشباح

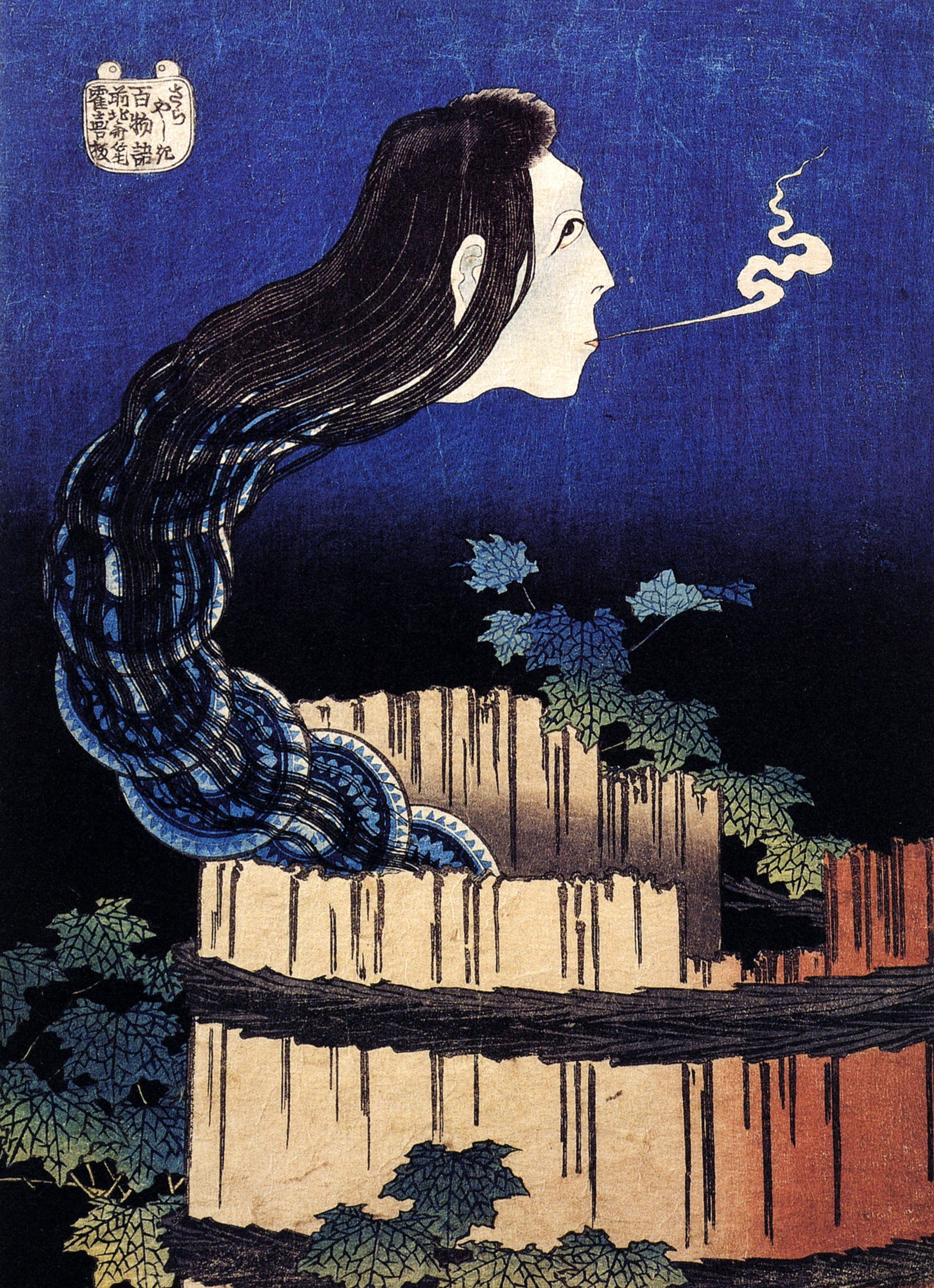
قصر الطبق (أوكيكو)
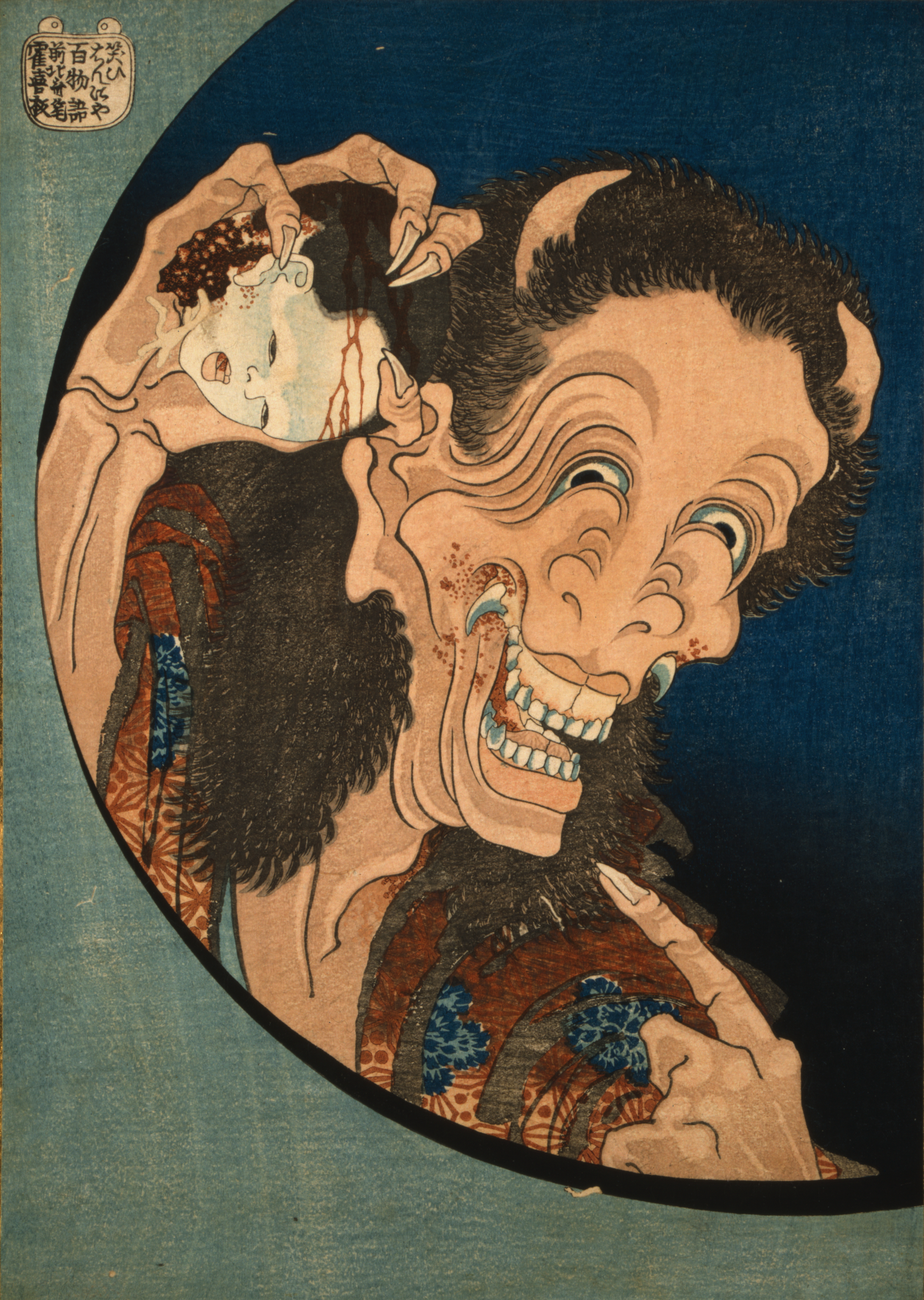
الشيطان الضاحك (واراي-هانيا)
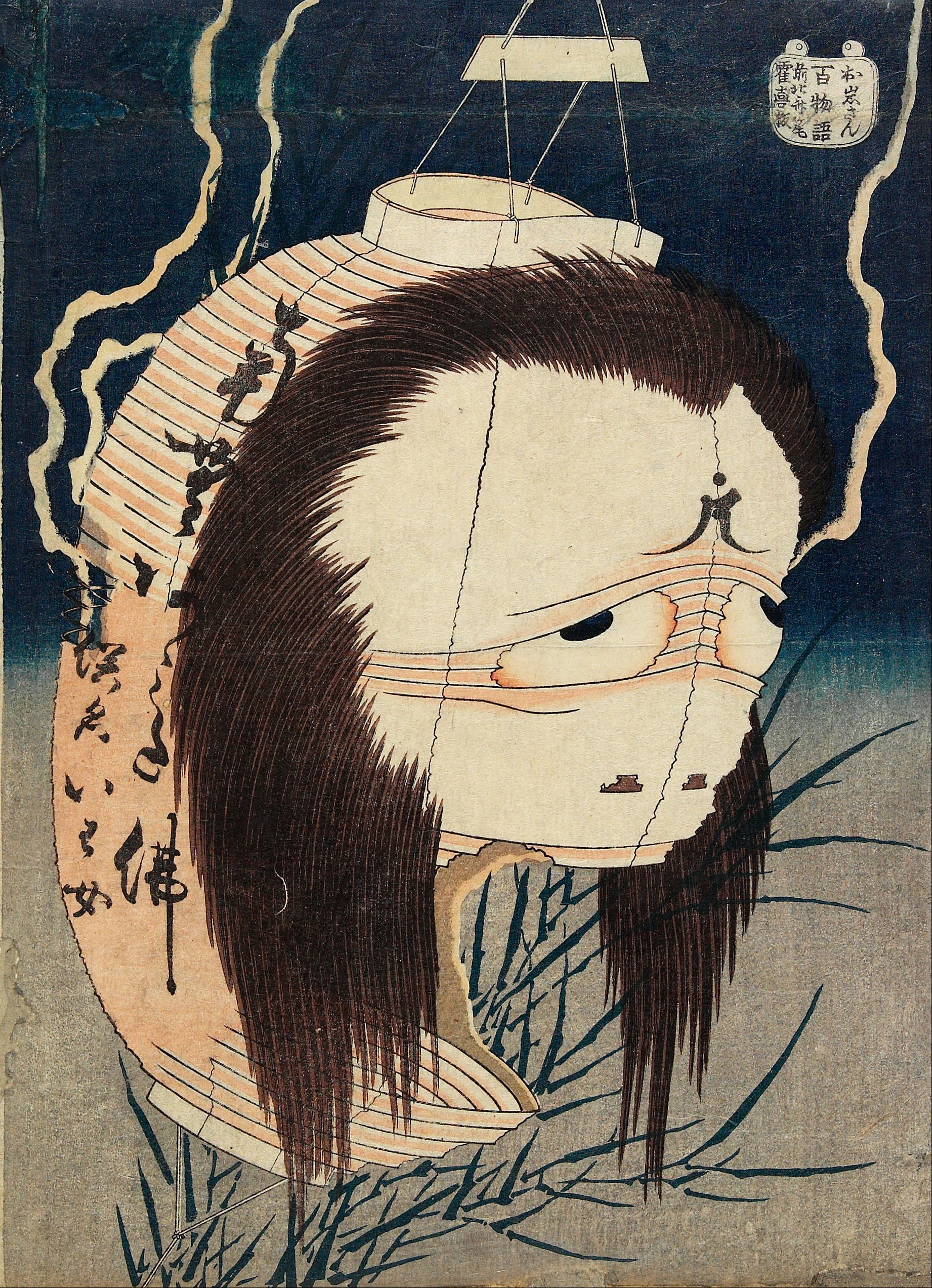
شبح أويوا (أويوا-سان)
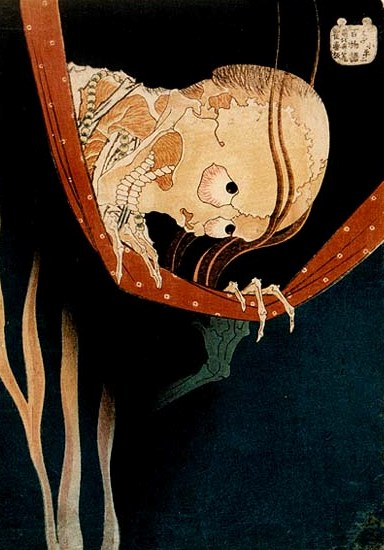
شبح كوهادا كوهيجي (كوهادا كوهيجي)
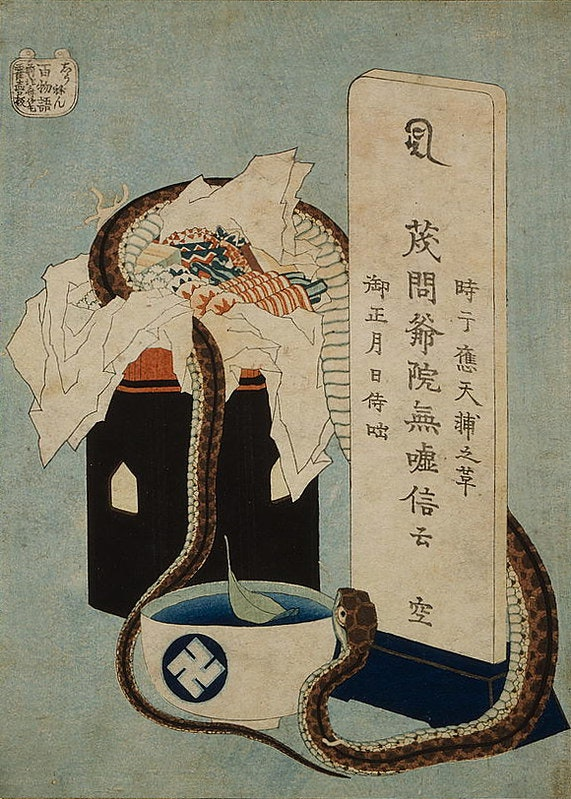
الهوس (شونين)

## خلفية لعبة هيياكومونوغاتاري كايدانكاي

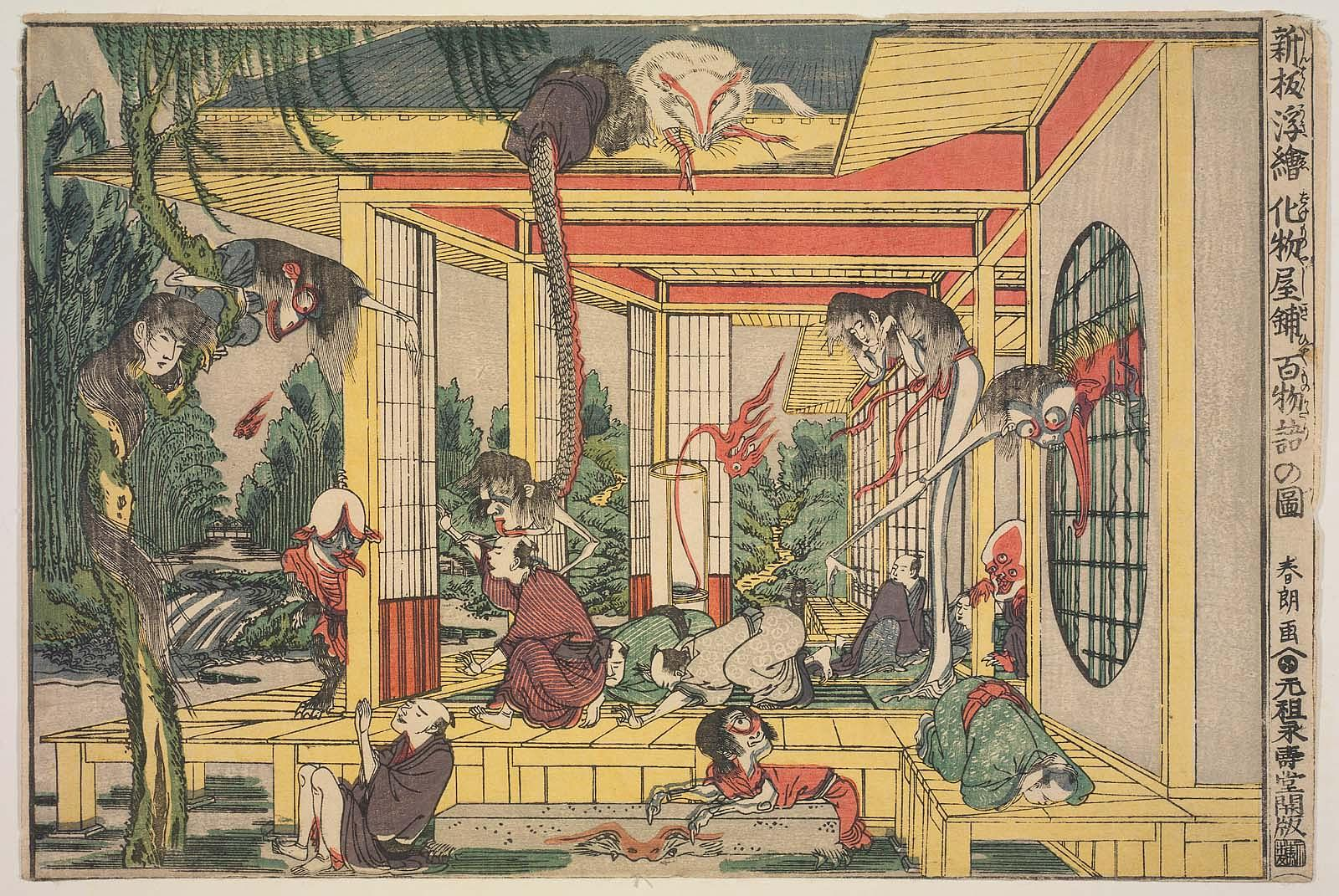
هوكوساي، مئة قصة شبحية في منزل مسكون (شينبان أوكيه باكيمونو ياشيكي هياكو مونوغاتاري نو زو)، حوالي عام 1790

السلسلة مستوحاة من تقليد "هيياكومونوغاتاري كايدانكاي"، والتي تُعرف بـ"تجمع المئة قصة خارقة". وهي لعبة يابانية شهيرة كانت تُلعب في الليل، حيث يجتمع الناس لمشاركة قصص الأشباح الشعبية وحكاياتهم الخاصة. تُسرد القصص واحدة تلو الأخرى مع ضوء مئة شمعة، ويتم إطفاء شمعة بعد كل قصة. بدأت اللعبة أولاً بين الساموراي كاختبار للشجاعة، لكنها سرعان ما انتشرت على نطاق واسع. كان يُعتقد أنه كلما انطفأت شمعة، يظهر قناة يمكن أن تستخدمها الأشباح أو الأرواح للتنقل إلى عالم الأحياء، وبعد إطفاء جميع الشموع، قد يحدث حدث خارق للطبيعة.
نشأت اللعبة كطقس ديني؛ وتقول نوريكو تي. رايدر ‏، الباحثة في مجال الفولكلور الياباني، إن "هذه التجمعات قد تكون نشأت خلال فترة العصور الوسطى في هياكوزا هودان (مئة قصة بوذية)، حيث كان يُعتقد على نطاق واسع أن المعجزات قد تحدث بعد سرد مئة قصة بوذية على مدار مئة يوم".

### قصر الطبق (أوكيكو)
تروي الأسطورة من القرن السابع عشر حكاية خادمة تدعى أوكيكو التي قامت بكسر طقم ثمين من الأطباق الكورية. تختلف القصة قليلاً في الأحداث التي تحدث بعد ذلك. في نسخة واحدة، يتم رميها في بئر بواسطة سيدها؛ وتقول نسخة أخرى إن أوكيكو ألقت نفسها في البئر يأساً. نسخة أخرى تقول إن أوكيكو كسرت طبقًا واحدًا فقط. بعد أن تُرمى في البئر، تتحول إلى يوريه. يسمع الجيران صوتها من البئر كل ليلة وهي تكرر: "واحد... اثنان... ثلاثة... ثمانية... تسعة... لا أستطيع العثور على الأخير..." بعد انتشار هذه الشائعات، تمت مصادرة المنزل من السيد. عندما يضيف راهب الرقم "عشرة" لعد أوكيكو، تختفي أخيرًا. نسخة أخرى تقول إن أوكيكو كانت تعمل لدى ساموراي يدعى أوياما تيسان من قلعة هيميجي-جو الذي يحاول التودد إليها. بعد أن ترفضه، يخدعها أوياما لتعتقد أنها فقدت أحد الأطباق الثمينة. يعرض أوياما مسامحتها إذا أصبحت عشيقته. عندما تستمر في رفضه، يرميها في البئر. ثم تعود كروح لتعد أطباقها كل ليلة، "صارخة في الرقم عشرة".
هذه واحدة من أشهر قصص الأشباح في اليابان. النسخة الأكثر شهرة تم تأسيسها في عام 1795، عندما عانت اليابان من تفشي نوع من الديدان الموجودة في الآبار القديمة التي أصبحت تعرف باسم "حشرة أوكيكو" (أوكيكو موشي). كانت هذه الدودة مغطاة بخيوط رفيعة مما جعلها تبدو كما لو كانت مربوطة. كان يُعتقد على نطاق واسع أنها تجسد أوكيكو.
بعد عودة روحها، رسمها هوكوساي كأفعى يتكون جسمها من أطباق. تشير كاساندرا دياز إلى أنه بينما كانت أوكيكو روحًا، في مطبوعة هوكوساي، كانت "تشبه الروكوروكوبي ‏ أو النوري-أونا ‏. كان هذا قرارًا ذكيًا من جانبه لأن هذه اليوكاي نادرة للغاية مقارنة باليوريه، مما يجعل أوكيكو أكثر رعبًا".
كانت القصة شديدة الشهرة، وقام العديد من فناني الأوكييو-إه بعمل انطباعات بناءً عليها. وهذه بعض الأعمال الإضافية المستوحاة من هذه القصة:

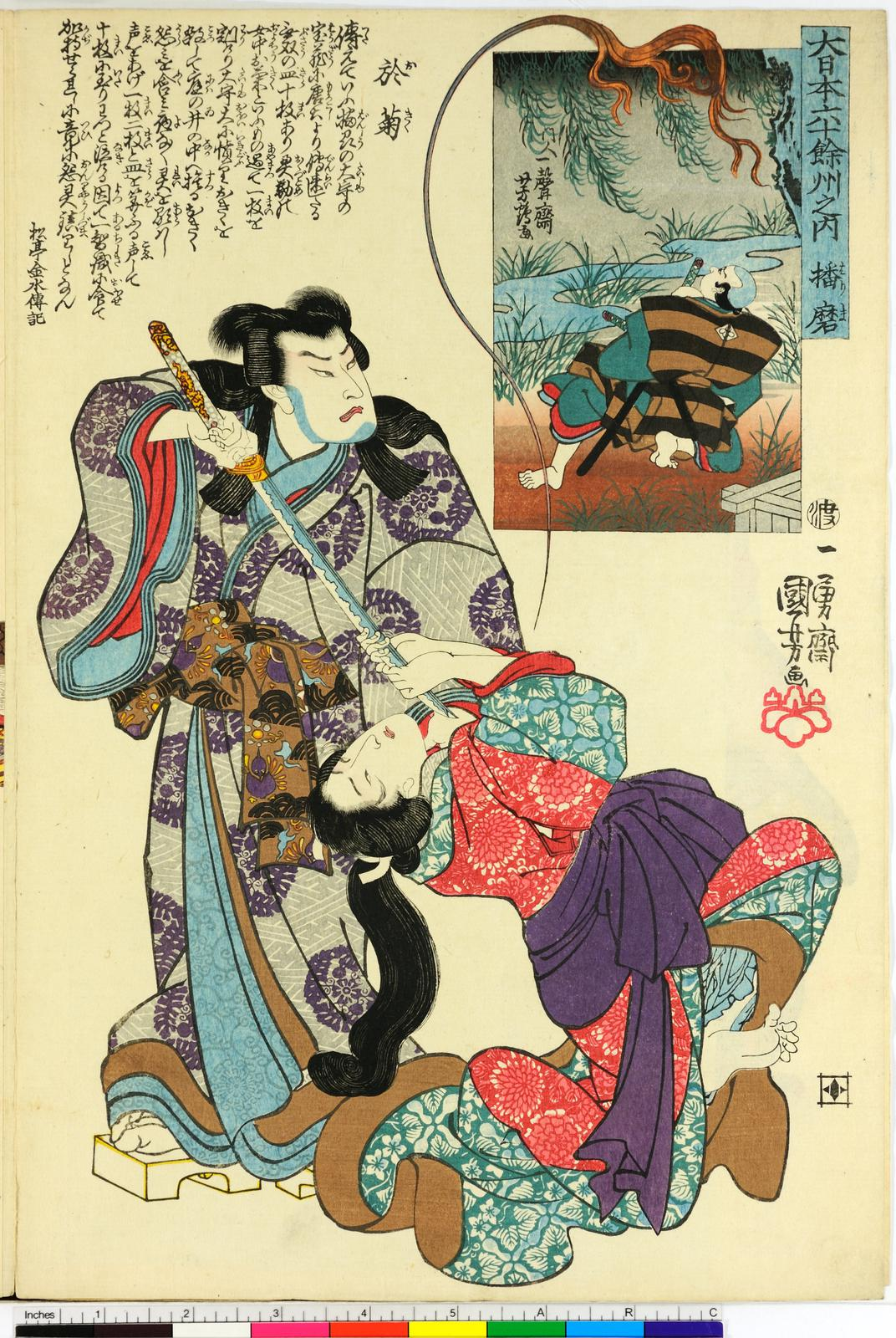
أوتاغاوا كونيسادا 1843-1847

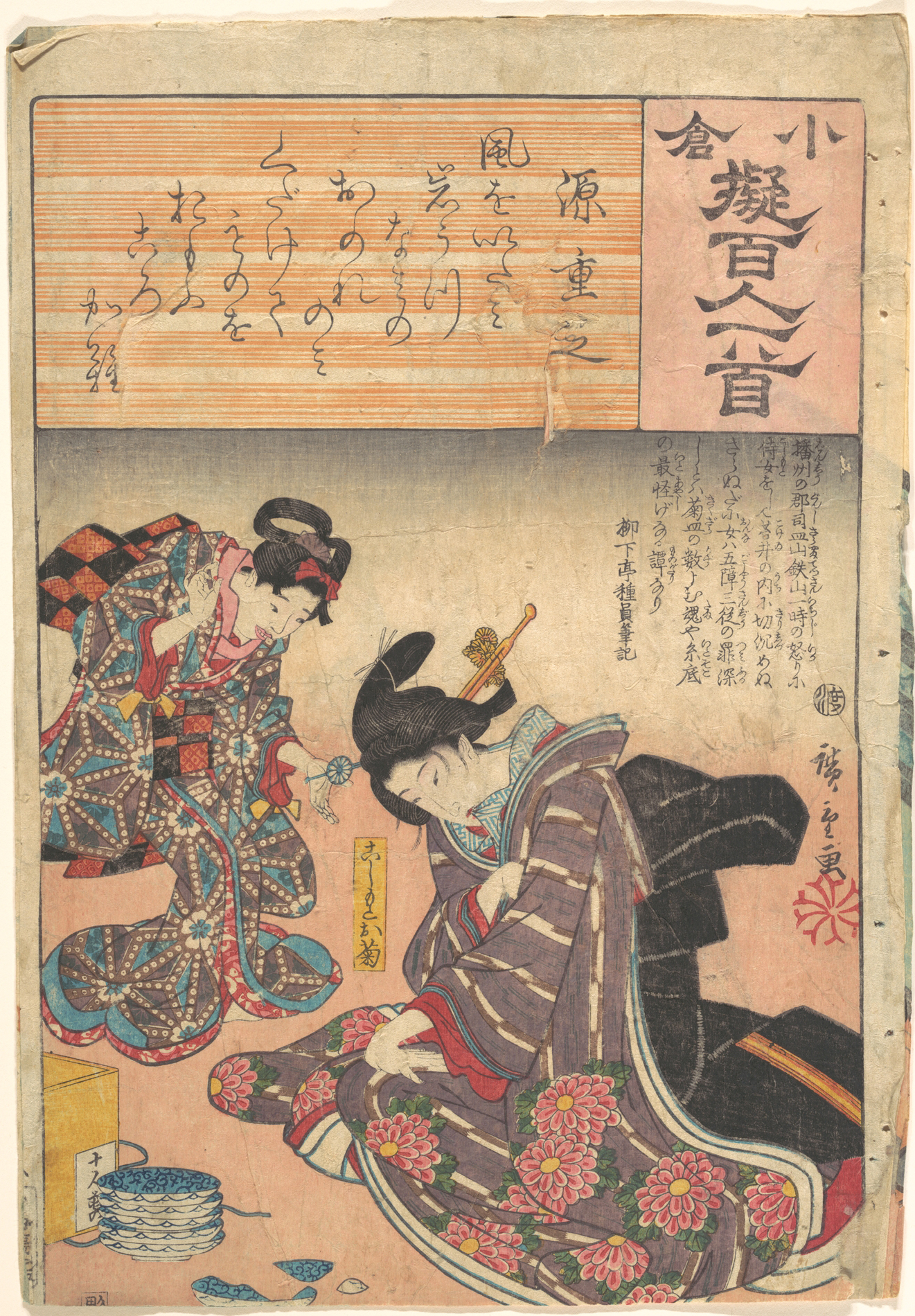
هيروشيغه

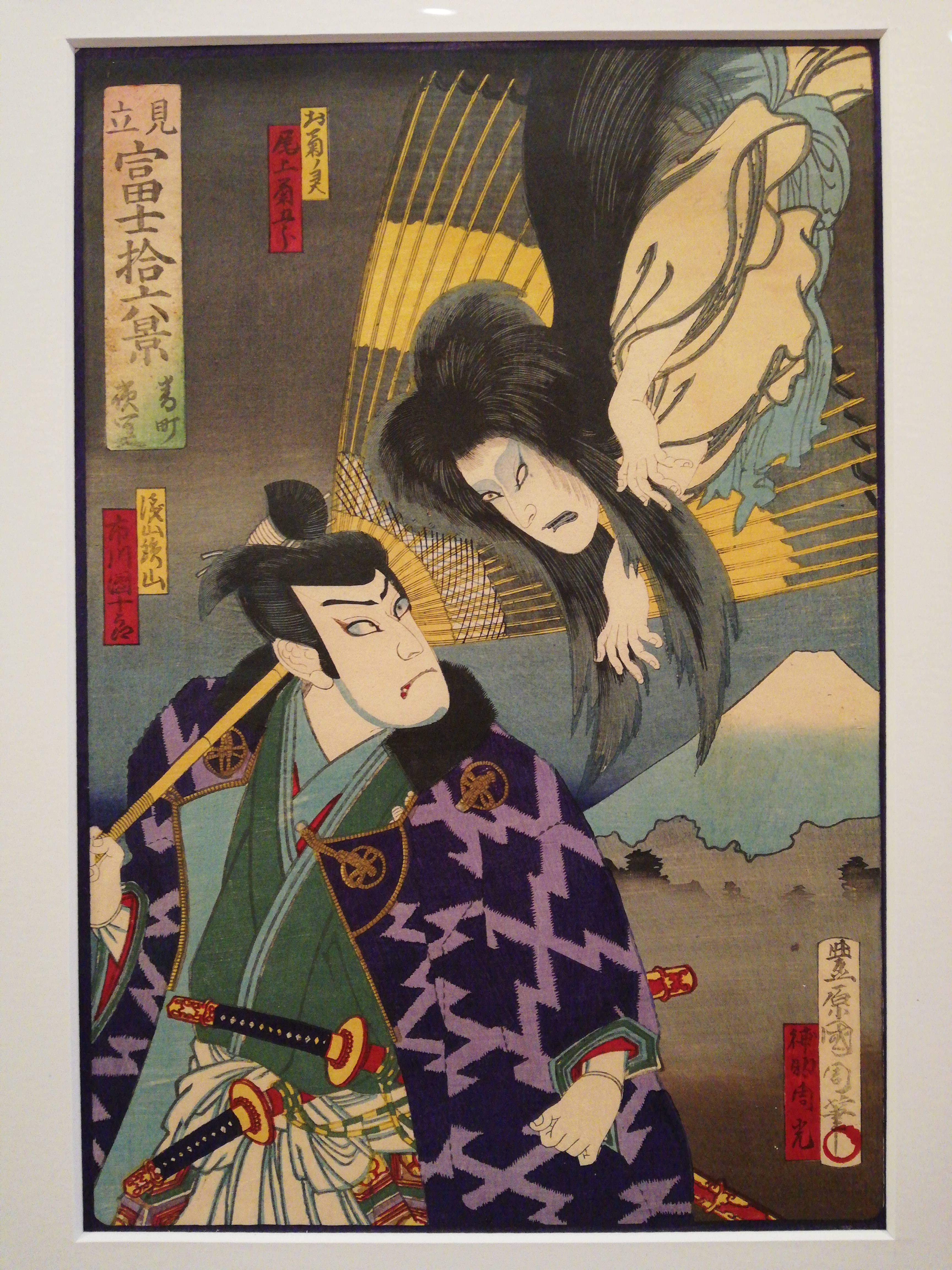
كونيشيكا تويوهارا 1835–1900

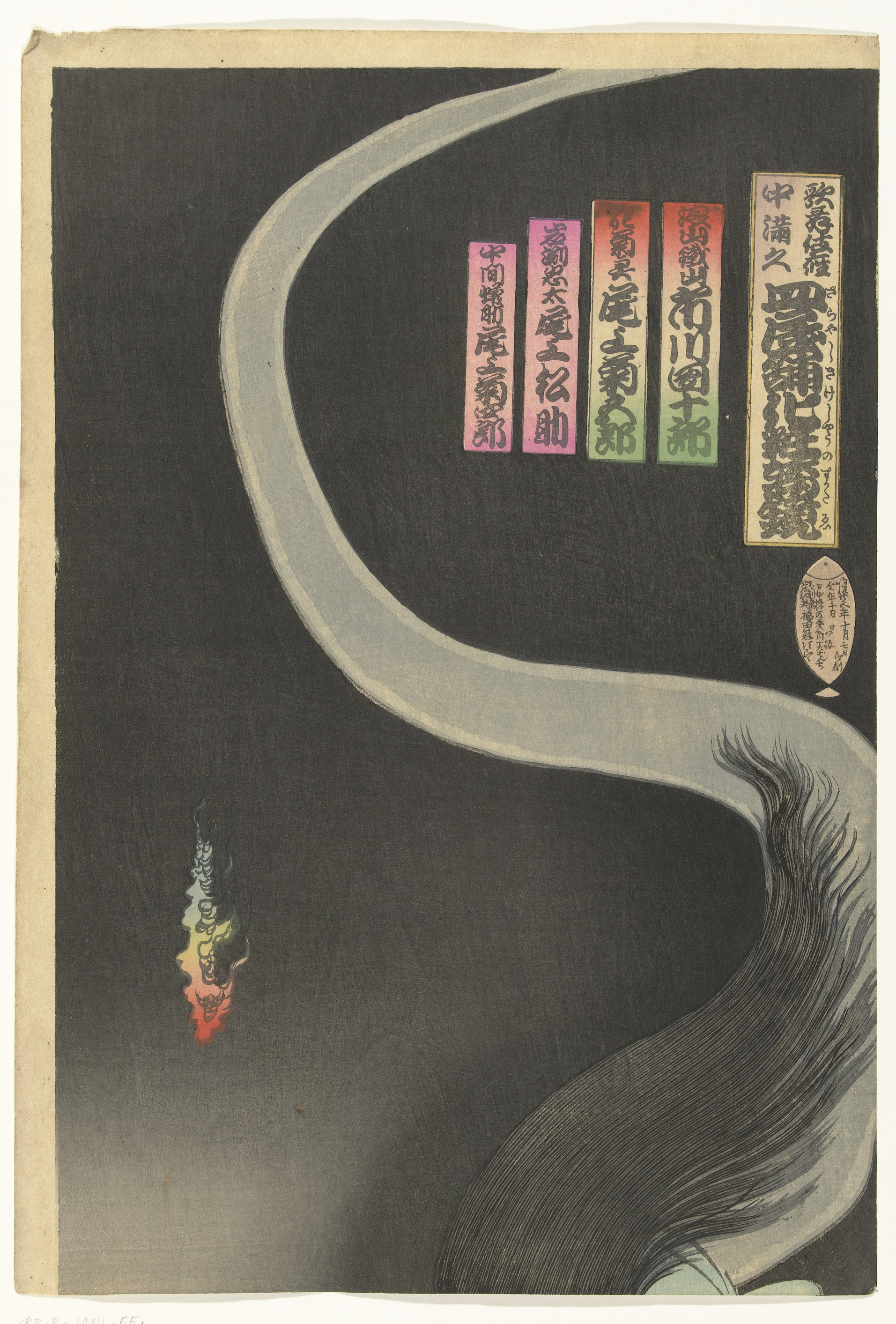
كونيشيكا تويوهارا، 1892

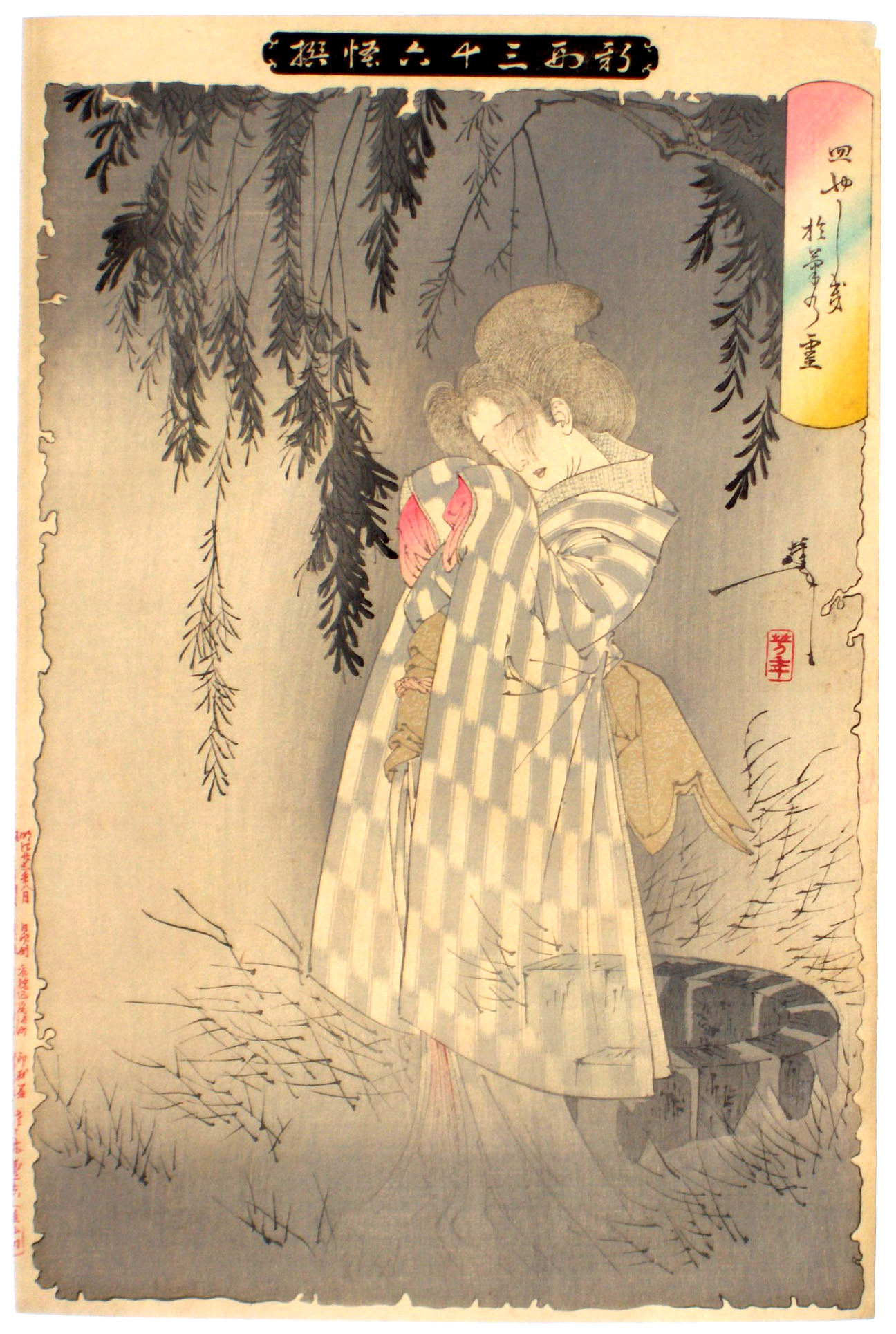
يوشيوشي تسوكيوكا، 1890

### الشيطان الضاحك (واراي-هانيا)

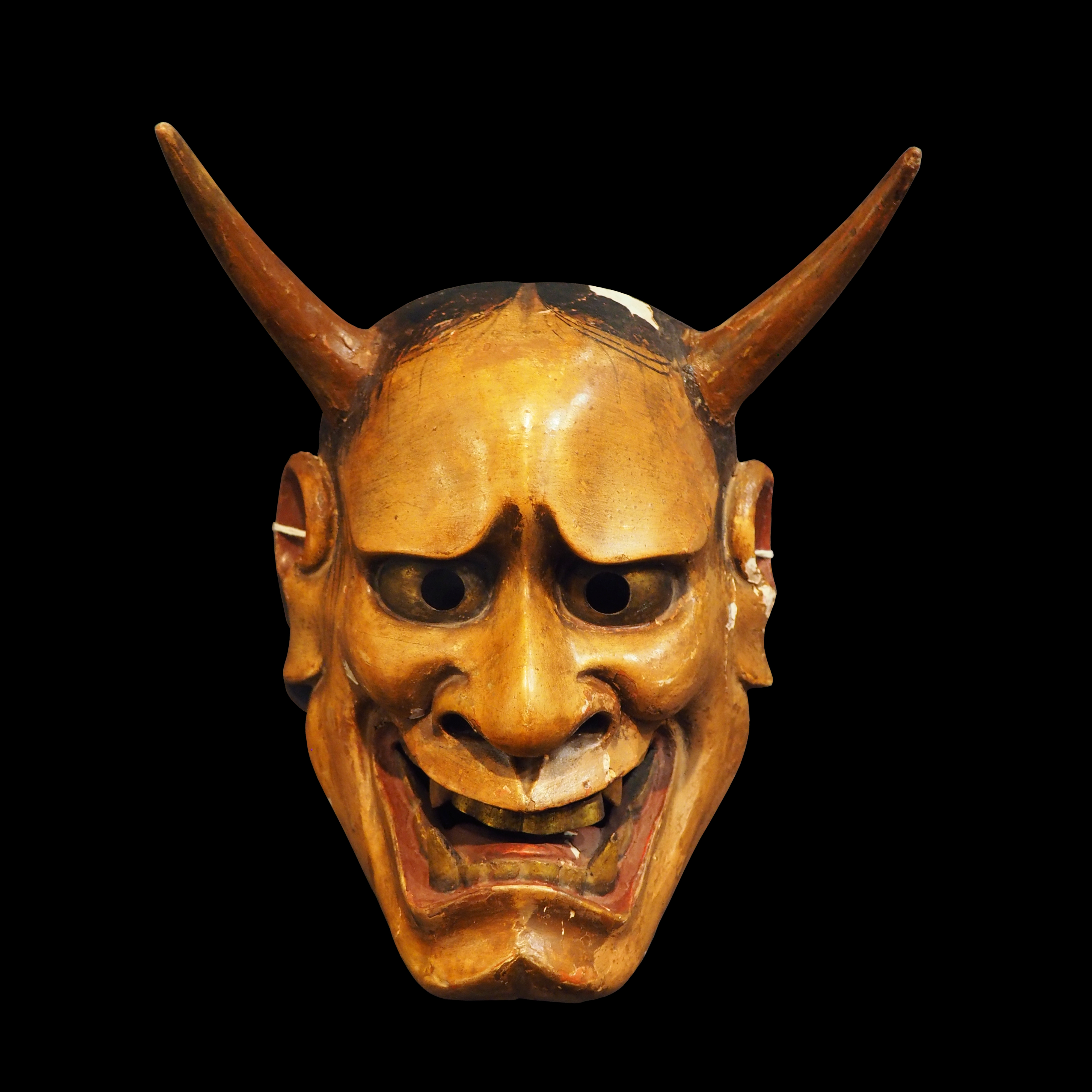
قناع هانيا خشبي

في هذه الطبعة، جمع هوكوساي بين وحشين من الفولكلور؛ هانيا، وهي امرأة عجوز يُعتقد أنها تحولت إلى شيطان بسبب الغيرة العميقة، و"يامانبا ‏" ("إمرأة الجبل")، وهي شيطانة يُعتقد أنها تلتهم الأطفال المخطوفين. تُظهر الصورة الوحش وهو يبتهج بوجبته الشيطانية لطفل حي. القصة مستمدة من فولكلور منطقة ناغانو. كما كانت "واراي-هانيا" تُعرف أيضًا باسم الشيطانة أو الغولة الضاحكة.
قام هوكوساي بتقسيم اللوحة بواسطة قوس هلالي يعمل كخط فاصل بين العالم البشري والعالم الخارق للطبيعة، عالم الأشباح. يحتوي العمل على إطار مشابه موجود في مطبوعات هوكوساي الطبيعية السابقة مثل "منظر من ماساكي لضريح سويجين، مدخل أوشيغاوا، وسكيا" (1857). تشبه الخلفية البسيطة الجدار، وتعمل الدائرة التي تحتوي على الشيطان كنافذة، حيث يواجه المشاهد العالم الخارجي. وضع الهانيا خارج هذه النافذة "يجلبها إلى حياة المشاهد اليومية".

### شبح أويوا (أويوا-سان)

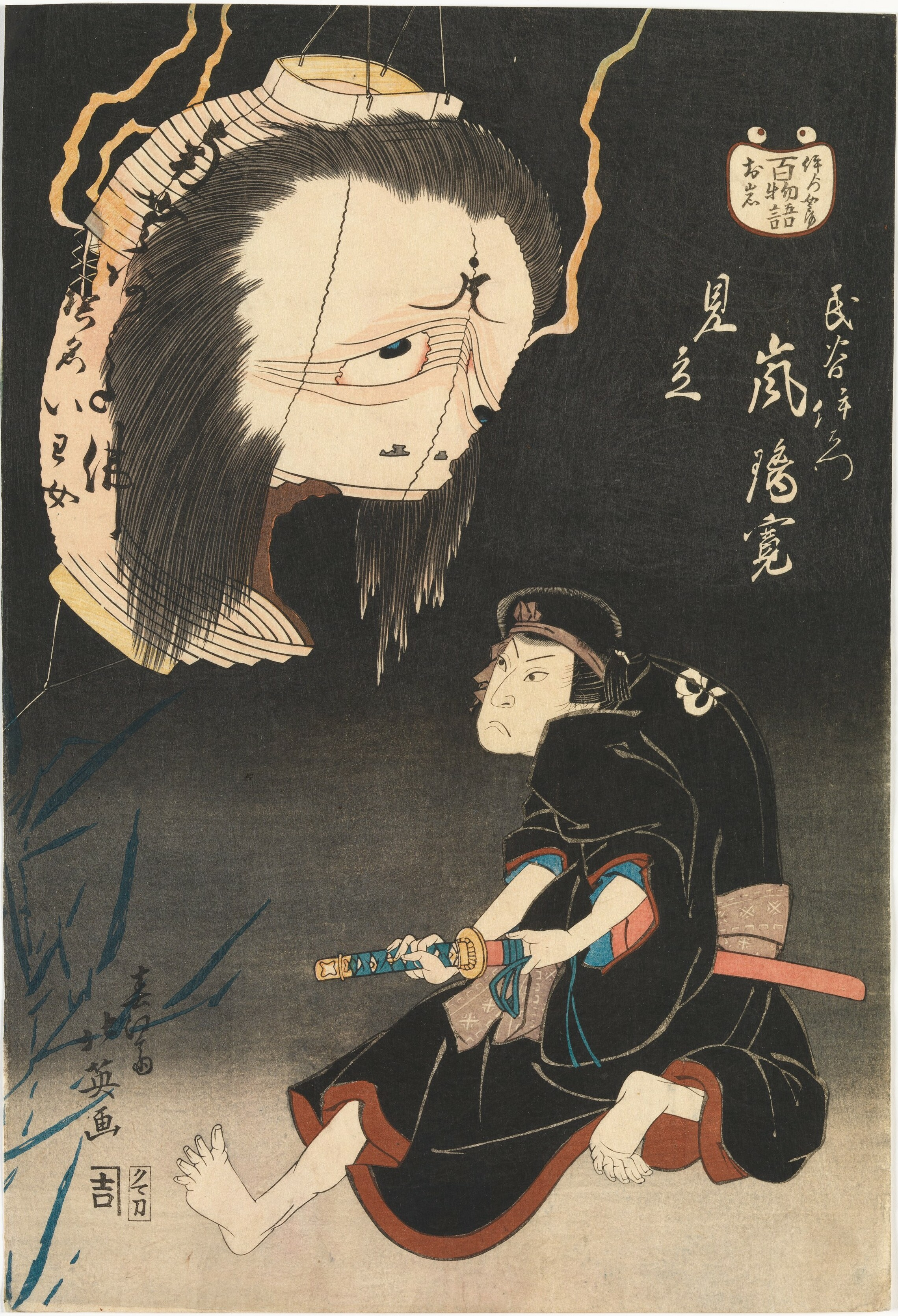
ممثل الكابوكي أراشي ريكان الثاني في دور إيمون يواجه صورة زوجته المقتولة أويوا. رسم لشونبايساي هوكوي، مستوحى من طبعة هوكوساي، 1832.

القصة كانت في الأصل مسرحية لمسرح الكابوكي تُسمى "يوتسويا كايدان"، وكُتبت في عام 1825 من قبل تسورويا نانبوكو الرابع. توجد عدة نسخ لهذه القصة، وأكثرها شيوعًا تبدأ بفتاة شابة تُدعى أومي تقع في حب الساموراي المتزوج تاميا إيمون. يحاول أصدقاؤها التخلص من زوجته أويوا عبر إعطائها كريم وجه سام. لا يقتل هذا الكريم أويوا، لكنه يُشوِه وجهها. في النهاية، يهجر إيمون زوجته المشوهة باشمئزاز، مما يجعلها تجن من الحزن. في هستيريتها، تتعثر وتسقط على سيف مفتوح. تلعن إيمون في أنفاسها الأخيرة ثم تتخذ أشكالًا مختلفة لتهديده، بما في ذلك فانوس ورقي.

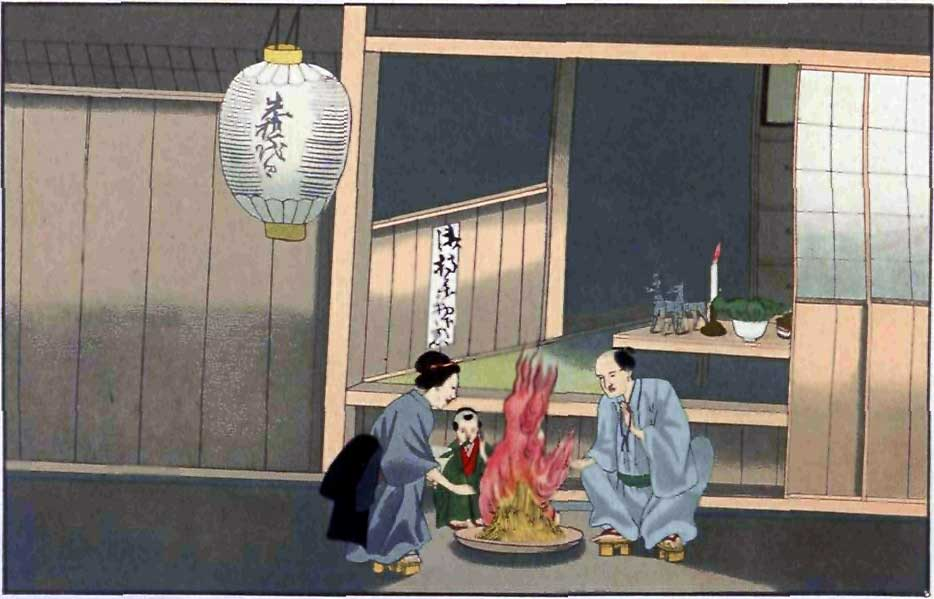
تصوير لطقوس أوسوراسما (الصلاة لإخراج روح من المطهر) في أواخر فترة إيدو.

في نسخة أخرى، يتزوج الساموراي العاطل عن العمل إيمون من ابنة عائلة محاربين تحتاج إلى رجل ليحمل اسم العائلة. يقتل زوجته الشابة عبر تسميمها، فتطارده كروح شبح. في بديل آخر، يخطط إيمون لقتل زوجته ليتزوج من عائلة ثرية، فيستأجر قاتلًا ينفذ الجريمة ويلقي بجثتها في النهر. تروي نسخة أخرى أن أويوًا أُصيبت بالجدري عندما كانت طفلة مما شوّه وجهها. رغم أن زوجها إيمون لا يمانع في مظهرها، إلا أن سيده يرغب في أن يطلقها ويتزوج من حفيدته بدلاً منها. عندما ينفذ إيمون رغبة سيده، تموت أويوًا وتتحول إلى شبح يلعن العائلة. وعندما يبني الناس مزارًا لتهدئة غضبها، يختفي الشبح.
اُستُخدِمت الفوانيس الورقية في تقليد موكاي-بون البوذي، في بداية مهرجان الأوبون؛ حيث يأخذ الناس الفوانيس إلى قبور أفراد عائلاتهم لاستقبال أرواحهم. في طبعة هوكوساي، تسكن روح أويوا فانوسًا، وذلك يتماشى مع الاعتقاد باستخدام الفوانيس للتواصل مع الأرواح الأجداد. يوجد على الفانوس نقش يقول: "امدح أميدا / المرأة المسماة أو-يوا". الكاليغرافي يُكتب بأسلوب تشوشين، والذي ليس شائعًا للفوانيس الورقية. كتبت كاساندرا دياز أن:
| « | تلتف ثنيات الفانوس فوق عينيها المُرهقتين، اللتين تشير إلى الحرف البوذي الموجود على جبينها. يُشير الحرف إلى جوبوجو، وهو شكل لياما، سيد العالم السفلي وقاضي الموتى. قد يكون هذا علامة منحها إياها ياما، الذي عاقبها بإعادتها إلى العالم في "جسدها الجديد". | » |

### شبح كوهادا كوهيجي (كوهادا كوهيجي)

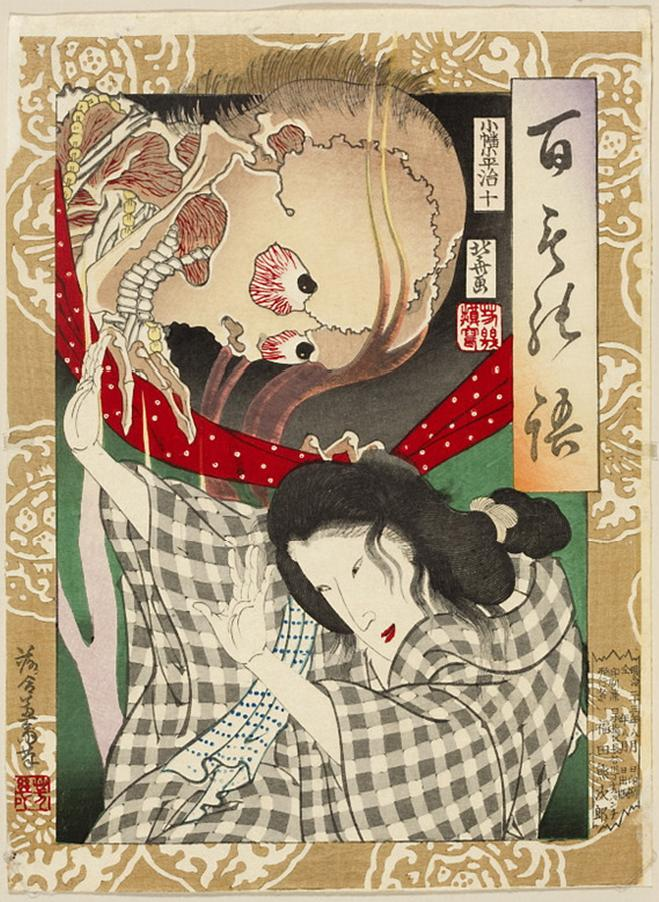
"خيال اتاجاوا يوشيكو يرعب شابة، 1890، مستوحى من طبعة كوهادا كوهیجي"

هذه المطبوعة تُظهِر مشهدًا من أسطورة يابانية عن رجل أغرقته زوجته وعشيقها في مستنقع. كان كوهادا كوهيجي ممثل كابوكي في مسرح موري-تازا؛ ولأنه لم يتمكن من الحصول على أي دور جيد، تم إختياره لدور يوراي، ولم يتمكن من الحصول على أدوار سوى أدوار اليوراي من ذلك الحين فصاعدًا. كانت زوجته أوتسوكا تشعر بالعار منه، وتآمرت مع عشيقها (ممثل آخر يدعى أداتشي ساكورو) لقتله وإلقاء جثته في مستنقع. وعاد ليلاحقهم انتقامًا.
يصور العمل شبحًا هيكليًا محاطًا بالنيران وقد عاد ليخيف الزوجين بينما هما في السرير معًا تحت ناموسية.
الكاتب سانتو كيويدن ‏، المعروف أيضًا بفنان الأوكييو-إه كيتاو ماسانوبو، طور قصة كوهيجي في روايته لعام 1803 بعنوان "حكاية غريبة للانتقام في مستنقع أساكا ‏" (فوكوشو كيدان أساكا-نوما). كانت القصة مبنية على أحداث حقيقية، حيث كان كوهيجي ضحية جريمة قتل حقيقية. وفي عام 1808، تم عرض القصة على مسرح الكابوكي.
أشارت كاساندرا دياز إلى أن "كوهادا يرتدي خرزات جوزو التي تُستخدم في الصلاة البوذية من خلال فركها بين اليدين. بغض النظر عما إذا كانت الخرزات تخص كوهادا أم جزء من زي الكابوكي ليوراي، فإن الخرزات ترمز إلى التقوى الدينية، والتي كان أوتسوكي وأداتشي يتجاهلانها بوضوح."

### الهوس (شونين)
تُظهر هذه المطبوعة أفعى ملفوفة حول لوح تذكاري (إيهاي ‏) لمذبح بوذي (يوضع تقليديًا على مذبح في منزل المتوفى)؛ تمثل الأفعى الهوس الذي يستمر بعد الموت. القرابين والماء قرب لوح المذبح هي للميت. خلال فترة إيدو في اليابان، كانت الأفاعي في قصص الكايدان ‏ تمثل عادة أرواح المتوفين المتجسدة. وكانت تُعتبر تجسيدًا للنساء اللواتي توفين بسبب الغيرة أو الاستياء أو الازدراء. ومع ذلك، في هذه الحالة، يُعتقد أن روح الهوس التي تظهر هنا هي للفنان هوكوساي نفسه، متنبئًا بهوسه بفنه حتى بعد وفاته.
كانت المطبوعة تُسمى أيضًا "الخبث الذي لا يلين". يعود اللوح التذكاري إلى الفترة من 1831 إلى 1845، عندما تسببت مجاعة تينبّو في مقتل العديد من الأشخاص في اليابان، بما في ذلك الشخص الموجود في المطبوعة.
| « | السطر الأوسط يحدد الاسم الذي يُعطى بعد الوفاة للبوذي – مومونجي (茂問爺)، وهو يوكاي يظهر كرجل عجوز وحشي يهاجم المسافرين على الطرق المظلمة. هذا الرعب أسوأ بكثير من مجرد رؤية يوكاي؛ حيث يصبح الشخص نفسه واحدًا بعد الموت. | » |

على الوعاء يوجد صليب معقوف بوذي، يُسمى "مانجي" في اليابانية؛ استخدمه هوكوساي كاسم قلم. "وهكذا، يمكن تفسير آخر أن المتوفى هو هوكوساي نفسه، الذي حوّله هوسه بالعالم الخارق للطبيعة بشكل ساخر إلى واحد منهم." وتُستخدم الرمزان على الطباعة في تباين؛ الأفعى كرمز للهوس، والورقة على الماء كرمز للعقل الهادئ.

## الإستقبال والتحليل

### الأشباح والحياة اليومية
كتبت كاساندرا دياز أن هوكوساي قام في السلسة بدمج قصص الأشباح في الحياة اليومية:
| « | لا يمكن لأحد من سكان إيدو أن يمشي براحة بالقرب من ضريح أوا تايما إناري أو موريتا-زا أو آبار القلعة أو أضرحة الثعابين أو الجبال دون أن يتذكر أرواح اليوكاي المزعجة لهوكوساي. وهكذا، تخلق هذه السلسلة تجربة شخصية لكل مشاهد ليعكس القصص المخيفة على محيطه القريب. | » |

كان من المعتاد في تلك الفترة أن يكون الناس خرافيين؛ "يبدو أن هناك نقطة تقارب في المجتمع الياباني حيث يبدو أن الأفراد من جميع مناحي الحياة يتحدون في إيمانهم بالخوارق". هوكوساي نفسه كان يمكن أن يؤمن بالأشباح، حيث كان في طائفة النيتشيرن البوذية، وربما كان يعتقد أنه "سوف يسير يوماً ما على الأرض كطيف". وقبل وفاته بوقت قصير، كتب هوكوساي هايكو: "حتى كطيف، سوف أطأ الحقول الصيفية بخفة". وكتب سمبتير أن "هذا التصوير النابض بالحياة للموت الذي ذهب للصيد يعكس إيمان هوكوساي بالخوارق". ويصرح تسوجي نوبو أن "هوكوساي يجب أن يكون قد آمن بالأشباح ليخلق مثل هذه الصور الواقعية لها".

### دور المرأة
كل لوحة تمثل بطريقة ما إمرأة أرتكبت شيئًا يتعارض مع تعاليم البوذية، وبالتالي فإن قصص اليوكاي "عملت كرموز دينية وسياسية لقمع النساء في أدوارهن الاجتماعية".
قصة أويوا، الزوجة التي قتلها زوجها، كانت تُفسر كحكاية عن العلاقات الزوجية:
| « | قصة أويوا تعلِّم عن عواقب الخيانة والجبن والأنانية. الخيانة تتجلى عندما تعرضت أويوا لتشوه بشع نتيجة تناولها لجرعة أعطاها لها والد امرأة أخرى كان يحبها إيمون. كانت الجرعة مموهة كدواء لمساعدة أويوا على التعافي بعد الولادة، ولكنها تسببت في تشوه وجهها، مما دفع إيمون إلى التخلي عن أويوا بسبب الاشمئزاز منها. الجبن والأنانية يتجليان من خلال تصرفات إيمون، الذي بدلاً من الاعتراف بأنه لم يعد يرغب في البقاء متزوجًا من أويوا، بدأ بإساءة معاملتها على أمل أن تتركه، مما دفع أويوا في النهاية للانتحار بسبب اليأس من الرفض. أما عواقب هذا السلوك غير الأخلاقي من قِبل إيمون والآخرين تجاه أويوا فهو الجنون والموت، مما يترجم إلى التعاسة والخسارة. القصة تقدم دروسًا حول أهمية الأمانة والشجاعة في العلاقات، وتحذر من أن الأفعال الأنانية والخيانات لا تؤدي إلا إلى نتائج سلبية للأطراف المشاركة فيها. | » |

### عدم الإستقرار الاجتماعي
بعد توحيد البلاد تحت حكم شوغونية توكوغاوا، أصبحت الحرب الأهلية "أمرًا من الماضي ... يمكن للناس اعتبار الظواهر الغريبة والرعب كترفيه". ولكن بينما هدأت الحرب الأهلية، تركت طبقة المحاربين الحاكمة المواطنين مع حقوق قليلة أو استقلالية تذكر. كتبت سارا سمبتر أن في طبعة واحدة من "كوهادا كوهيجي" لهوكوساي يظهر نضال الأمة في فترة إيدو؛ "من خلال هذه الطبعة الخشبية البشعة الواحدة، يوضح هوكوساي الاستياء الاجتماعي لمجتمع إيدو مع نظام معيب كان قريبًا من الانهيار". ظهرت قصص ومطبوعات الأشباح نتيجة للقمع والقيود في هذه الفترة، وكانت "تعليقات اجتماعية مجازية". قصص الأشباح كانت وسيلة للناس للتعبير عن أنفسهم خلال هذه الأوقات المقيدة. وشعبية قصص الأشباح في فترة إيدو كانت "مؤشرًا على حركة اجتماعية أكبر على الأبواب".
| « | كانت هذه التصويرات الجرافيكية حاسمة ليس فقط لاستحضار مستوى الرعب المرتبط بقصص الأشباح، بل أيضًا لخلق استعارة مخفية بذكاء للمجتمع في فترة إيدو. مع طبقة حاكمة من المحاربين تمارس قبضة حديدية على الشعب، لم يكن للمواطنين العاديين تقريبًا أي حقوق. في هذا السياق، لم يعد كوهادا كوهيجي مجرد شبح رجل قُتل ظلمًا يسعى للحصول على عدالته المستحقة. بل أصبح يمثل الوجود المثقل الذي أزعج الطبقات العاملة في فترة إيدو. وبينما يلقي نظرة من خلال شبكة خيمة ضحاياه، فإن الأعداء غير المرئيين لم يصبحوا فقط ضحايا لكوهيجي، بل ضحايا لحكومة توكوغاوا—كتلة من الشخصيات المجهولة المضطهدة بسبب الإصلاحات والقيود القاسية. الحزن والخوف الذي عُبر عنه في شبح كوهادا كوهيجي سيحكي في النهاية الحكاية—ليست فقط لرجل مقتول—ولكن لنظام إجتماعي انهار. | » |

### الآراء الحديثة
تيموثي كلارك، رئيس القسم الياباني في قسم آسيا بالمتحف البريطاني، كتب أن "سلسلة المطبوعات التي تمحورت حول هذا الموضوع كانت مناسبة لفنان كبير السن مثل هوكوساي لينسج تيارات قوية كانت قد تفاعلت لفترة طويلة في فنه من الواقعية الفائقة، والفانتازيا المروعة، وحتى نوعًا من الفكاهة." كما أشار إلى أنه في مطبوعة كوهادا كوهيجي، تظهر أصول المانغا اليابانية الحديثة. "إنها حية ومثيرة مع خيال يشكّل جزءًا كبيرًا من تقليد المانغا لاحقًا". وقد أطلقت عليها صحيفة "الغارديان" لقب "العظام المضحكة"، وكتبت أن الصورة قد تم تصميمها على الأرجح لإحداث صرخات من الضحك بقدر ما هي مخيفة.

## أنظر أيضًا
- قائمة المخلوقات الأسطورية من اليابان